# I. L. Caragiale, Dâmbovița
I.L. Caragiale (până în 1952, Haimanale) este un sat în comuna cu același nume din județul Dâmbovița, Muntenia, România.

## Personalități
- Ion Luca Caragiale (1852 - 1912), dramaturg, nuvelist, pamfletar, poet, scriitor, director de teatru, comentator politic și ziarist român.

 Acest articol despre o localitate din județul Dâmbovița este deocamdată un ciot. Puteți ajuta Wikipedia prin completarea lui.